# Spaniens U21-herrlandslag i handboll
Spaniens U21-herrlandslag i handboll representerar Spanien i handboll vid U20-EM och U21-VM för herrar.